# Thomisus benoiti
Thomisus benoiti es una especie de araña cangrejo del género Thomisus, familia Thomisidae. Fue descrita científicamente por Comellini en 1959.

## Distribución
Esta especie se encuentra en el Congo.